# Atlantische Hurrikansaison 2015
Die Atlantische Hurrikansaison 2015 begann offiziell am 1. Juni und endete am 30. November. Während dieser Periode bilden sich üblicherweise die meisten Hurrikane, da nur zu dieser Zeit geeignete Bedingungen existieren, wie etwa ein warmer Ozean, feuchte Luft und wenig Windscherung, um die Bildung von tropischen Wirbelstürmen zu ermöglichen. Die Saison begann ein Monat vor dem offiziellen Start mit dem Tropischen Sturm Ana.
Stürme im Pazifischen Ozean sind im Artikel Pazifische Hurrikansaison 2015 gelistet.

## Übersicht
Im Jahr 2015 der Atlantischen Hurrikansaison entwickelten sich im atlantischen Becken 12 tropische Tiefdruckgebiete, von denen 11 die Stärke eines tropischen Sturms erreichten. Von diesen erreichten vier Hurrikanstärke. Hurrikan Joaquin war der stärkste Sturm der Saison und erreichte andauernde Windgeschwindigkeiten von bis zu 250 km/h.

## Sturmnamen
Die folgenden Namen wurden in dieser Saison vergeben. Diese Liste ist identisch mit der Liste für die Atlantische Hurrikansaison 2009. Durch die World Meteorological Organization wurden im April 2016 die Namen Erika und Joaquin von der Liste der Namen tropischer Wirbelstürme gestrichen, weil diese Stürme erheblichen Schaden anrichteten und zu wesentlichen Personenschäden führten. Diese Namen wurden durch Elsa und Julian ersetzt. Die nicht gestrichenen Namen wurden für die Atlantische Hurrikansaison 2021 erneut verwendet.
| - Ana - Bill | - Claudette - Danny | - Erika - Fred | - Grace - Henri | - Ida - Joaquin | - Kate |